# ليون غريغوري
ليون غريغوري (بالإنجليزية: Leon Gregory)‏ هو منافس ألعاب قوى أسترالي، ولد في 23 نوفمبر 1932.

## وصلات خارجية
- ليون غريغوري على موقع النتائج التاريخية لألعاب القوى الأسترالية (الإنجليزية)
- ليون غريغوري على موقع اللجنة الأولمبية الدولية (الإنجليزية)
- ليون غريغوري على موقع أوليمبيديا (الإنجليزية)
- ليون غريغوري على موقع اللجنة الأولمبية الأسترالية (الإنجليزية)